# Ontario Provincial Police
Die Ontario Provincial Police (OPP) ist die Polizei der kanadischen Provinz Ontario mit Hauptsitz in Orillia.

## Aufgaben und Geschichte
Das Aufgabengebiet Recht und Ordnung einschließlich der Durchsetzung des Strafrechts und die entsprechende provinzielle Gesetzgebung liegt in Kanada im Zuständigkeitsbereich der Provinzen und Territorien. Die Ontario Provincial Police wurde zu diesem Zweck 1909 gegründet und verfügt zur Umsetzung ihrer Aufgaben über 6200 uniformierte und 2500 zivile Beamte. Für die Durchsetzung des Bundesrechts ist auch in Ontario die nationale Polizei Kanadas, die Royal Canadian Mounted Police (Abkürzung RCMP) zuständig.

## Organisation
Leiter der OPP ist aktuell Thomas Carrique im Rang eines Commissioners.
Die OPP bietet Polizeidienste für Gebiete in Ontario an, die nicht von einer regionalen oder kommunalen Polizeidienststelle überwacht werden. In der Vergangenheit war die OPP dazu in siebzehn verschiedene Regionen unterteilt. Im Jahr 1995 wurde die OPP in sechs Regionen zusammengelegt, von denen fünf für die allgemeine Polizeiarbeit und eine für die Verkehrspolizei auf den Provinzstraßen im Großraum Toronto zuständig ist. Die allgemeine Polizeiarbeit im Großraum Toronto wird vom Toronto Police Service bzw. kommunalen Polizeikräften in York, Durham, Peel, Halton, Waterloo, Barrie, Hamilton und South Simcoe geleistet.
Die Polizeistationen der OPP werden als „Detachments“ bezeichnet.